# Dylan Dog
Dylan Dog talijanski je horror strip koji je osmislio Tiziano Sclavi za izdavačku kuću Sergio Bonelli Editore. To je ujedno i ime glavnog junaka stripa, detektiva koji istražuje paranormalne događaje. Strip je 2011. godine doživio američku filmsku adaptaciju pod naslovom Dylan Dog: Dead of Night.

## Podaci o strip junaku
Dylan Dog je Englez u ranim tridesetim godinama života (u raznim epizodama navodi se da ima od 33 do 35 godina), visok 180 do 185 cm, koji živi u Londonu u unajmljenom trosobnom stanu na adresi Craven Road 7 (Autor Tiziano Sclavi namjerno je izabrao ulicu Craven Road kao posvetu kultnom horor redatelju Wesu Cravenu). Vlasnik stana je gospodin Julius Crabb koji je ujedno vlasnik i upravitelj kazališta Veliki Guignol. Zvono na vratima umjesto normalne zvonjave proizovodi užasavajući krik (zasluga Dylanovog pomoćnika Groucha) koji često zbunjuje klijente.
Dylan je bivši policajac Scotland Yarda (postao je policajac u dobi od 23 godine), a trenutno je privatni istražitelj. Međutim, on se bavi isključivo natprirodnim pojavama, a sam sebe naziva istražiteljem noćnih mora. On je i bivši alkoholičar, pa sada pije isključivo čaj. Dylan ima nekoliko karakterističnih fobija: strah od visine, morska bolest, strah od skučenih prostora, strah od šišmiša, strah od dužih ljubavnih veza, a po vlastitom priznanju teško se snalazi s malom djecom koja ga ponekad čak i plaše. Nepušač je i velik ljubitelj životinja pa je stoga i vegetarijanac. Omiljeno jelo mu je vegetarijanska pizza (bez gljiva, jer ga podsjećaju na leševe). Unatoč tome što je svjedočio mnogim natprirodnim pojavama, i dalje nastoji ostati skeptik te započeti svaku istragu kao standardni detektiv.
Dylan se uvijek oblači u jeftine tamnoplave traperice kakve se prodaju u trgovinama s jeftinom robom, crvenu košulju koju često nosi preko hlača (iz sentimentalnih razloga), te crnu blazer jaknu. Čitava garderoba mu se sastoji od 12 takvih identičnih odijela.
Dylanovo oružje je revolver Bodeo iz 1889. koji je pronašao u ranoj mladosti. Njegovo prijevozno sredstvo je Volkswagen Buba koju je dobio kao plaću za prvi riješeni slučaj. 
Dylanova uobičajena tarifa za rad je 50 funta dnevno plus troškovi, što je kasnije povisio na 100 funta dnevno. Iako mu povremeno navrate bogati klijenti, većinom je u besparici pa i više nego često ima problema s plaćanjem najosnovnijih režija.
Dylan je veliki ljubitelj horor filmova i literature, a omiljena skladba mu je Tartinijev "Đavolji triler", koji često svira na klarinetu, što je ujedno i jedina melodija koju zna svirati. Još jedna Dylanova strast je sastavljanje modela jedrenjaka iz 18. stoljeća (koji se u hrvatskom prijevodu pogrešno naziva galijom) kupljenog u tajanstvenoj zalagaonici Safara. Kroz epizode se s vremenom otkriva da je sastavljanje te makete usko vezano za njegovo spoznavanje vlastite prošlosti i istine o njegovom ocu.
Omiljena uzrečica mu je: "Judo plesaču!".

## Podaci o autoru
Dylana Doga stvorili su scenarist Tiziano Sclavi i crtač Angelo Stano. Grafički lik Dylana Doga nacrtan je prema liku britanskog glumca Ruperta Everetta.

## Podaci o stripu u kojem se pojavljuje
Prvi broj izašao je u Italiji 26. rujna 1986. Već nakon nekoliko brojeva Dylan Dog je postigao veliku popularnost. Početkom 1990-ih Dylan je u cijelom svijetu izlazio u nakladi od više od 1,000,000 primjeraka mjesečno. Iako je taj broj s vremenom pao, Dylan je i dalje vrlo popularan, posebno u Italiji.
U Hrvatskoj, tada Jugoslavija, Dylan Dog je izlazio redovito od 1987. do 1991. u izdanju novosadskog Dnevnika. U samostalnoj Hrvatskoj Dylan Dog izlazi od 1994. u izdanju Slobodne Dalmacije a trenutno izlazi u izdanju Ludensa.
Mjesto radnje gotovo svih epizoda Dylana Doga je London, a vrijeme sadašnjost tj. od 1986. pa nadalje.

### Ostali likovi
Uz Dylana postoje još dva lika koji se pojavljuju u gotovo svakoj epizodi. Prvi je Groucho, Dylanov pomoćnik i najbolji prijatelj. On je vrlo upečatljiv lik. Stvoren je po uzoru na filmskog komičara Groucha Marxa, jednog od petorice braće Marx, vrlo popularnih 30-ih i 40-ih godina 20. stoljeća. On stalno i bez prekida priča viceve, čak i kada mu je život u opasnosti. Ipak je Dylanu i od neprocjenjive pomoći, npr. često mu dobacuje pištolj u zadnji trenutak i time mu spašava život. Drugi lik je inspektor Bloch. Njega Dylan poznaje još iz dana kada su radili zajedno u policiji te je ujedno Bloch zaslužan što je Dylan dobio istražiteljsku dozvolu. Bloch i Dylan si često međusobno pružaju pomoć pri rješavanju brojnih slučajeva. Bloch i stalno prigovara da nikada neće doživjeti penziju, a zanimljivo je da ne podnosi krv pa redovito povraća na mjestu zločina. Blochov najbliži podređeni je policajac Abel Cedric Jenkins čija niska razina inteligencije Blocha redovito dovodi do ludila zbog čega ga Bloch redovito šalje da regulira promet. 2014. autori su Blocha poslali u mirovinu (u epizodi Zbogom inspektore Bloch). On nije u potpunosti uklonjen iz serijala, jer scenaristi planiraju jednom godišnje izdavati spin-off u kojem bi se opisivali Blochovi doživljaji u mirovini.
Blochovo mjesto je zauzeo novi lik, inspektor Tyron Carpenter (nazvan po redatelju Johnu Carpenteru). Carpenter je Dylanu nesklon jer ga smatra šarlatanom, te mu je čak oduzeo davno isteklu iskaznicu agenta Scotland Yarda. Carpenterova pomoćnica je Rania Rakim, koja je Dylanu puno sklonija nego njezin šef.
Povremeno se pojavljuje i H.G. Wells, ekscentrični lord i bogati izumitelj koji rijetko pronalazi kupce za svoje izume. Osoba koja mu ponekad pomaže u istrazi svojim sposobnostima medija je vremešna Madame Maria Trelkovski. Još jedan Dylanov poznanik je Martin Mystère, američki "detektiv nemogućega" iz New Yorka. 
Od Dylanovih neprijatelja najveći je sigurno doktor Xabaras. On je opsjednut izumom seruma koji daje besmrtnost i pojavljuje se u brojnim epizodama. U broju 100. Priča o Dylanu Dogu otkriva se da je Xabaras zapravo Dylanov otac, odnosno negativna strana ličnosti njegova oca. U toj epizodi pozitivna ličnost Dylanova oca pobjeđuje pa se Xabaras više ne pojavljuje. U mnogim epizodama se pojavljuje i Smrt. Smrt je najčešće prikazana kao kostur s crnom kapuljačom koji u ruci drži kosu, iako u nekim slučajevima ima lik zavodljive mlade žene.
2014. scenaristi uvode u strip novog glavnog negativca, mladog beskrupuloznog bogatog sociopata Johna Ghosta.  
Često se pojavljuju i: zombiji, razni živi mrtvaci, vukodlaci, vampiri, duhovi, razna čudovišta ali i serijski ubojice te ljudi s najrazličitijim bolesnim umovima. U stripu Dylan Dog uobičajeni su prizori odsječenih glava, najrazličitiji prizori ubijanja, dijelovi tijela koji lete na sve strane i uglavnom prizori s puno krvi te seksa. Dylan se u gotovo svakoj epozodi zaljubljuje u neku mladu ženu koja je ili njegova klijentica a često i osumnjičenik za neko ubojstvo. Dosada su najviše traga na njemu ostavile: Lillie Connolly, Bree Daniels, Ann Never, Alison Dowell i Marina Kimball. Poseban odnos ima s Morganom, za koju se na kraju otkriva i da mu je majka, što daje određenu edipovsku dimenziju liku. Još jedna od Dylanu važnijih ženskih osoba je vještica Kim, utemeljena na liku vještice Gillian Holroyd iz filma Zvono, knjiga i svijeća. Gillian Holroyd je u filmu glumila Kim Novak po kojoj je i Kim nazvana. Po uzoru na Gillianinog mačka Pyewacketa, Kim ima mačka zvanog Cagliostro, nazvanog po okultistu Alessandru Cagliostru.
Sveukupno Dylan je imao odnose s otprilike 300 žena, te je njih 100-tinjak umrlo tijekom epizoda.

## Ostali mediji

### Videoigre
- 1988. softverska firma Systems napravila je prvu Dylan Dog videoigru za Commodore 64 pod nazivom Noć punog mjeseca (Le Notti della Luna Piena).
- Od 1991. do 1993. talijanska softverska firma Simulmondo je napravila 19 igara za MS-DOS, Amigu i C64. Sve igre su naslovljene po epizodama stripa, iako s radnjom istoimenih epizoda nemaju previše sličnosti.
- 1999. Rizzoli New Media, zajedno s genovskom NewMediaRound je napravila videoigru za Windows pod nazivom Dylan Dog Horror Luna Park. Igra je razvijena od strane Bedroom Studio Entertainment-a. Igra je avantura s nekim fazama arkade u kojoj se Dylan nađe zarobljen u noćnoj mori u kojoj susreće ossobe iz svog života.

### Filmovi
- 1994. u Italiji je snimljen film Dellamorte Dellamore. Iako je film više inspiriran istoimenim romanom (tiskan u Italiji 1991.) koji je napisao Tiziano Sclavi, istodobno dijeli neke sličnosti sa strip epizodom Crni užas (u SFRJ izašla pod nazivom Smrt, ljubav, smrt), koja je također inspirirana romanom. Glavnog glumca u filmu, Ruperta Everetta, su mnogi obožavatelji stripa u to vrijeme smatrali prvom film ekranizacijom Dylana Doga, iako on njega nije tumačio. Film je istovremeno sniman i na talijanskom i na engleskom jeziku. Na engleskom govornom području film je pušten u distribuciju pod nazivom The Cemetery Man (Grobar).
- 2011. strip je doživio američku filmsku obradu pod nazivom Dylan Dog: Dead of Night. Film je žestoko kritiziran od obožavatelja stripa, ponajviše zbog prevelikih razlika između filma i stripovskog predloška, kao i radnje koja previše podsjeća na seriju Buffy, ubojica vampira. Dylan je u filmu Amerikanac koji živi u New Orleansu a ne Englez koji živi u Londonu, zbog autorskih prava Groucho je zamijenjen Marcusom (korištenje lika Groucha Marxa trebalo je platiti 8,000.000$ a producenti filma su imali na raspolaganju samo 20,000.000$), Dylanov filmski automobil je crna Volkswagen Buba umjesto bijele (bijelu bubu je zakonski zaštitila The Walt Disney Company zbog automobila Herbie iz filma The Love Bug), Dylan koristi bokser i iz svake borbe izlazi gotovo neozlijeđen. Filmski Dylan usluge naplaćuje 250$ (ekvivalent 150 funti) i više služi kao posrednik između svijeta živih i natprirodnog negoli istraživač noćnih mora. Glavnog lika glumio je američki glumac Brandon Routh a film je zaradio svega 4,000.000$.
- 2012. grupa talijanskih obožavatelja stripa snimila je dvosatni film pod nazivom Dylan Dog - La Morte Puttana.
- 2014. ponovno su obožavatelji snimili pedesetminutni film pod nazivom Vittima degli Eventi.

## Zanimljivosti i nelogičnosti
- Ime Dylan za glavnog lika Tiziano Sclavi je uzeo od pjesnika Dylana Thomasa.
- Prije doseljenja u Craven Road Dylan je živio u jednosobnom stanu u ulici Strand. Zbog popularnosti stripa, 2013. jedan cafe na adresi Craven Road 7 promijenio je ime u Cafe Dylan Dog. Prije toga, u cafeu je na ponudi bilo jelo od mesa zvano Dylan Dog Meal, iako je on vegetarijanac.
- U epizodi Posljednja stanica: Užas čija se radnja odvija za vrijeme Dylanove službe u policiji, pojavljuje se njegov Buba automobil koji je, prema priči iz Broja 200, dobio tek nakon napuštanja policije. Treba imati na umu da te dvije epizode imaju različite scenariste (Tiziano Sclavi i Alfredo Castelli su napisali Posljednju stanicu Užas dok je Broj 200 napisala Paola Barbatto), te da je Broj 200 napisan više od 20 godina nakon Posljednje stanice Užas.
- U epizodi Posljednja stanica: Užas Dylanova ljubav Alison Dowell navodi se kao razlog njegovog nošenja svoje standardne odjeće i košulje van hlača, dok se u epizodi Broj 200 navodi da je uzrok tome Lillie Connolly.